# Marrus orthocanna
Marrus ortocanna — вид пелагического сифонофора, обитающий колониями, состоящий из сложного расположения зооидов, среди них некоторые являются полипами, а некоторые медузами. Обитает в арктических и других холодных водах. Несмотря на колониальный образ жизни, каждый полип или медуза, расположенные вдоль центрального стебля колонии, согласно ряду исследований, представляет собой отдельную особь. Обычно медузы развиваются из стадии планулы в полип и последующим отпочковыванием от него молодых медуз. У Marrus ortocanna формование всего нового организма происходит, когда из одной оплодотворённой яйцеклетки постепенно формируется совокупность медуз и полипов.
Относится к отряду сифонофорных и роду Marrus. Другие представители рода включают виды Marrus antarcticus, Marrus claudanielis и Marrus orthocannoides.

## Описание
Как и другие сифонофоры, Marrus orthocanna представляет собой колонию, состоящую из ряда специализированных зооидов, соединённых между собой длинным стеблем. Каждый из зооидов выполняет разные функции, такие как передвижение, захват добычи, пищеварение, удаление отходов и размножение. Организм Marrus orthocanna разделён на три области. Впереди находится пневматофор, заполненный газом поплавок оранжевого цвета, самый большой из которых может достигать предполагаемых размеров 5-10 сантиметров в диаметре, представляет собой видоизменённую медузу.
За ним находится нектосома, область, в которой находится несколько полупрозрачных нектофоров с красными непетлевидными радиальными каналами. Нектофоры — колоколообразные медузы, специализирующиеся на передвижении всей колонии. Когда они сокращаются, вода выбрасывается, что заставляет колонию двигаться. Координация сокращений медузы позволяет организму плавать вперёд, вбок или назад.
Оставшаяся область — сифосома. Большинство зооидов, формирующих эту область, — полипы, специализированные для сбора пищи. Они делают это для всей колонии, расправляя свои длинные щупальца в воде, чтобы поймать добычу. На щупальцах есть стрекательные клетки, которые выпускают дозы токсинов, убивающих или парализующих жертву. Другие зооиды в этой области занимаются перевариванием и усвоением пищи. Репродуктивные видоизменённые медузы (гонозоиды) встречаются среди полипов в сифосоме.
Полый ствол соединяет кишечные полости всех особей, входящих в состав колонии, обеспечивая доставку к ним питательных веществ. Основной пищей этого организма являются десятиногие моллюски, криль и другие более мелкие ракообразные.
Как и большинство других сифонофоров, пелагические сифонофоры являются активными пловцами.

## Распространение и среда обитания
Marrus orthocanna встречается в пелагическиой зоне Северного Ледовитого океана, северо-западной части Тихого океана, Беринговом, Охотском морях, северной части Атлантического океана и Средиземном море. Встречается на глубинах от 200 до 800 метров. Наибольшая глубина, на которой наблюдался вид составляла около 2000 метров. Температура воды в зоне обитания вида равна 4 °C, свет в глубины обитания вида с поверхности практически не проникает.

## Биология
Marrus orthocanna может достигать длины 2-3 метра, а щупальца могут вытягиваться на пятьдесят сантиметров с каждой стороны. Организм периодически движется вперёд, затем останавливается, чтобы вытащить щупальца в надежде поймать проходящих мимо существ. Считается, что это плотоядное животное рацион которого состоит в основном из мелких ракообразных, таких как декаподы, криль, копеподы и мизиды.
В процессе размножения каждое новое колониальное животное возникает из одного оплодотворённого яйца. Протозооид, который развивается из него, впоследствии отпочковывается, чтобы сформировать других членов колонии, которые, таким образом, генетически идентичны.
Развитие нового организма являет собой метаморфозу. Протозооид сначала истончается и удлиняется, средний отдел становится стеблем колонии. Пневматофор формируется на противоположном от рта конце. Далее на тонком стебле формируется зона роста и происходит бутонизация с образованием нектофоров. По мере того, как стебель продолжает удлиняться, над ними развиваются новые зооиды. В другой зоне роста развивается сифосома, и продолжающееся удлинение стебля уносит с собой эти зооиды.
Разделение труда среди зооидов — это эволюционный прогресс в постоянной борьбе за существование в морских глубинах. Такие организмы, как Marrus ortocanna, стирают границы между отдельным полипом и целым колониальным организмом, когда каждый отдельный организм не может существовать без другого.

## История открытия
Первым описанным сифонофором был португальский военный кораблик Карла Линнея, обнаруженный в 1758 году. До XIX века было описано всего три вида сифонофор, однако в самом XIX веке было обнаружено и описано ещё 56 новых видов.
Семейство Marrus было открыто в начале XX века британским исследователем Артуром Кнайветом Тоттоном. Вид Marrus orthocanna был обнаружен датчанином Паулем Лассиниусом Крампом в рамках Экспедиции Годтааб (Godthaab Expedition) в 1928 году, когда они исследовали территорию к западу от Гренландии, параллельно исследуя и фитопланктон. В 1942 году была выпущена книга об экспедиции с подробным описанием вида Marrus orthocanna.